# ČT3 (1993)
A ČT3 (vagy Česká televize 3; ČT3 (1993); magyarul: CsT3 vagy Cseh Televízió 3; CsT3 (1993)) egy megszűnt cseh televíziós csatorna, amelyet a Česká televize (ČT) birtokolt és üzemeltetett. A csatorna 1993. január 1-én kezdett el közvetíteni, és 1993. december 31-én szűnt meg. Tematikailag hasonlított a magyar M3-hoz.
A csatorna elérhető a földi DVB-T szabványban SD-ben, DVB-T2 szabványban HD-ben és SD-ben, valamint műholdas sugárzásban SD felbontásban.

## Fordítás
- Ez a szócikk részben vagy egészben  a(z)   ČT3 (1993) című cseh Wikipédia-szócikk fordításán alapul.  Az eredeti cikk szerkesztőit annak laptörténete sorolja fel. Ez a jelzés csupán a megfogalmazás eredetét és a szerzői jogokat jelzi, nem szolgál a cikkben szereplő információk forrásmegjelöléseként.